# Joaquina María Mercedes Barceló Pagés
Consuelo Barceló Pagés, también conocida como Joaquina María Mercedes Barceló Pagés fue una religiosa española que vivió en Filipinas y fundó la Congregación de las Hermanas Agustinas de Nuestra Señora de la Consolación. Ha sido declarada Venerable por el Papa Benedicto XVI el 20 de diciembre de 2012. Se encuentra en proceso de beatificación.

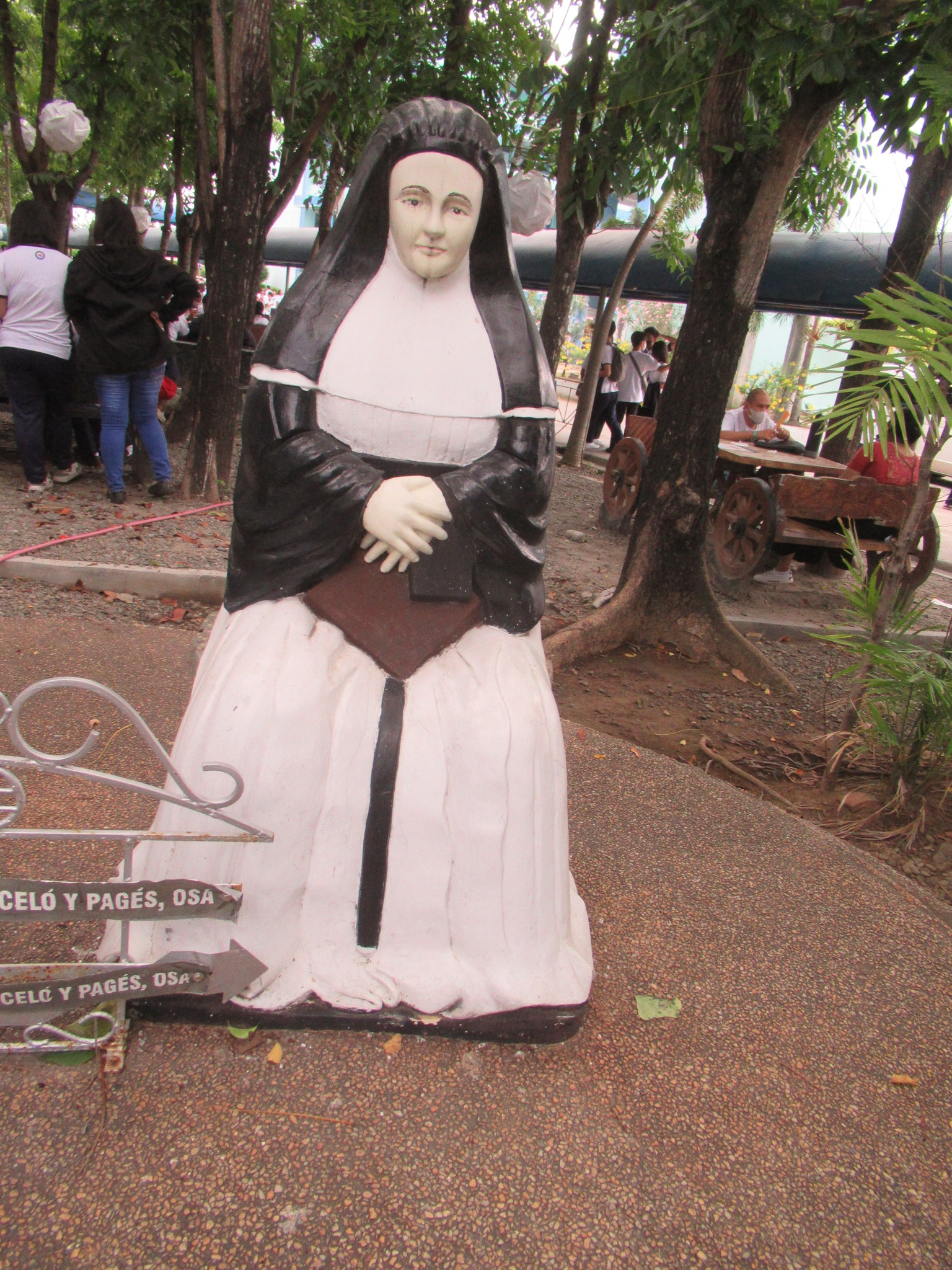
La Consolation University

## Historia
Joaquina María Mercedes Barceló Pagés nació en Sarrià (España) el 24 de julio de 1857. 
Fundó la Congregación de las Hermanas Agustinianas de Nuestra Señora de la Consolación.
Murió en Manila (Filipinas) el 4 de agosto de 1940 por causas naturales.
El 20 de diciembre de 2012, el Papa Benedicto XVI publicó un Decreto reconociendo sus virtudes heroicas y dándole el título de Venerable.